# Портрет молодого человека (Рафаэль, Краков)
«Портрет молодого человека» — картина Рафаэля, похищенная нацистами из Собрания князей Чарторыйских (Польша).
Существуют версии, согласно которым картина является автопортретом художника. Это мнение основывается на сходстве с единственном достоверным (по свидетельству Вазари) изображением Рафаэля — в толпе на фреске «Афинская школа».
В 1798 году князь Адам Ежи Чарторыйский привёз картину в Польшу из Италии. С тех пор картина находилась в организованном его матерью музее в Кракове.
В 1939 году, после начала Второй мировой войны, портрет был спрятан в семейном поместье Чарторыйских в Сеняве, но вскоре был обнаружен гестапо. Его отобрали для организуемого в Линце Музея фюрера, а в 1945 году перевезли в Вавельский замок, служивший резиденцией немецкого генерал-губернатора Польши Ганса Франка.
В конце войны Франк вместе с коллекцией картин бежал в Баварию, где 4 мая 1945 года был арестован американскими военными. При нём «Портрета молодого человека» не оказалось. Франк сообщил о местах, где нацисты прятали художественные ценности, но ни в одном из них картину не нашли.
В августе 2012 года появилось ложное сообщение о том, что представитель МИД Польши по вопросам реституции культурных ценностей Войцех Ковальский якобы заявил, что шедевр находится «в безопасности в одном из банковских сейфов» в неназванной стране. Вскоре выяснилось, что новость была сфабрикована для увеличения читательского интереса. Представитель министерства пояснил, что новых следов картины не появилось.